# Coupe d'Afrique de rugby à XV
La Coupe d'Afrique de rugby à XV est une compétition continentale de rugby à XV qui oppose les meilleures équipes nationales des pays d'Afrique, elle est organisée par Rugby Afrique.
En raison de son niveau trop élevé, l'Afrique du Sud, de loin meilleure nation africaine, n'a participé qu'à cinq reprises et a remporté trois fois la compétition. Les Springboks alignés à ces occasions étaient soit des espoirs (moins de 23 ans) soit des joueurs amateurs (en 2005, 2006 et 2007).

## Histoire
La Coupe d'Afrique de rugby à XV a eu lieu pour la première fois en 2000, cinq équipes participaient alors à l'événement : le Maroc, la Tunisie, le Zimbabwe, la Namibie et les espoirs de l'Afrique du Sud. Ces derniers ont remporté la compétition, et ont réédité cette performance l'année suivante.
Après l'arrivée de la Côte d'Ivoire en 2001, Madagascar entre dans la compétition en 2002, année de la première victoire de la Namibie. En 2003, le Maroc remporte un tournoi qui est passé de 6 à 9 nations avec les premières apparitions du Kenya, de l'Ouganda et du Botswana. Les Namibiens reprennent leur trophée en 2004, année de la création d'une deuxième division appelée CAR Development Trophy, avant de le perdre à nouveau en 2005 au profit des Marocains.
En 2006, la Coupe d'Afrique est couplée aux qualifications pour la Coupe du monde 2007, la Namibie se qualifie aux dépens du Maroc puis perd la finale 29 à 27 face à la sélection des joueurs amateurs d'Afrique du Sud. L'Ouganda remporte l'édition 2007 et la Namibie est tenante du titre, remportant la dernière édition, comptant pour les éliminatoires de la Coupe du monde 2011, qui s'est déroulée de 2008 à fin 2009. À partir de 2011, et la baisse de niveau du Maroc, la Namibie et le Zimbabwe, terres plus traditionnelles du rugby à XV, se disputent régulièrement le titre dans la Division 1A. Depuis 2014, la compétition se dispute sous la forme d'un championnat à quatre.
Rugby Afrique a compté jusqu'à une dizaine de compétitions différentes à travers tout le continent :
- La Rugby Africa Gold Cup qui regroupe les 6 meilleures équipes d’Afrique. Le vainqueur est sacré champion d’Afrique alors que le perdant est relégué en Rugby Africa Silver Cup.

- La Rugby Africa Silver Cup qui réunit 4 équipes. Le perdant est relégué en Bronze Cup alors que le vainqueur est promu en Gold Cup.

- La Rugby Africa Bronze Cup, est divisée en 2 groupes, Nord et Sud. Le vainqueur est calculé au nombre de points accumulés lors des différents matchs de la rencontre. La meilleure équipe est promue en Silver Cup, la moins bonne est reléguée en Regional Challenge.

- La Regional Challenge, regroupe 4 compétitions : West 1 – West 2 – Center – South.

La pandémie de Covid-19 a porté un coup dur à l'ensemble du rugby africain : la plupart des compétitions sont mises en sommeil. Symbole de la faiblesse de l'institution dirigée par Khaled Babbou : l'édition 2021-2022 de la Coupe d'Afrique, qualificative pour la coupe du monde, est organisée en France. Lors d'une interview télévisée, le nouveau président de Rugby Afrique, Herbert Mensah, qualifie cette édition de « honte pour le rugby africain ». La compétition n'a même pas lieu en 2023.
Les éditions 2024 et 2025 sont toutes deux organisées à Kampala en Ouganda et sont remportées par le Zimbabwe qui met fin à une décennie de suprématie namibienne et se qualifie ainsi pour la prochaine coupe du monde.

## Logo
Le 25 avril 2018, Rugby Afrique dévoile de nouveaux logos pour l'ensemble des compétitions qu'elle organise, qui seront en vigueur dès l'édition 2018 de chacune d'entre elles.

Évolution du logo
Logo de la 1re division instauré en 2018.
Logo de la Logo Rugby Africa Cup (toutes divisions confondues) instauré en 2019.

## Palmarès
| 1re | 2000    | Afrique du Sud (1)                                    | 44 − 14                                               | Maroc                                                 | Pas de match de classement                            | Pas de match de classement                            | Pas de match de classement                            |
| 2e  | 2001    | Afrique du Sud (2)                                    | 36 − 20                                               | Maroc                                                 | Pas de match de classement                            | Pas de match de classement                            | Pas de match de classement                            |
| 3e  | 2002    | Namibie (1)                                           | 26 − 19 17 − 24                                       | Tunisie                                               | Pas de match de classement                            | Pas de match de classement                            | Pas de match de classement                            |
| 4e  | 2003    | Maroc (1)                                             | 27 − 7                                                | Namibie                                               | Madagascar                                            | Ex æquo                                               | Ouganda                                               |
| 5e  | 2004    | Namibie (2)                                           | 39 − 22                                               | Maroc                                                 | Pas de match de classement                            | Pas de match de classement                            | Pas de match de classement                            |
| 6e  | 2005    | Maroc (2)                                             | 43 − 6                                                | Madagascar                                            | Afrique du Sud                                        | Ex æquo                                               | Namibie                                               |
| 7e  | 2006    | Afrique du Sud (3)                                    | 29 − 27                                               | Namibie                                               | Madagascar                                            | Ex æquo                                               | Maroc                                                 |
| 8e  | 2007    | Ouganda (1)                                           | 42 − 11                                               | Madagascar                                            | Kenya                                                 | 20 − 17                                               | Côte d'Ivoire                                         |
| 9e  | 2008-09 | Namibie (3)                                           | 18 − 13 22 − 10                                       | Tunisie                                               | Côte d'Ivoire                                         | Ex æquo                                               | Ouganda                                               |
| −   | 2010    | annulée                                               | annulée                                               | annulée                                               | annulée                                               | annulée                                               | annulée                                               |
| 10e | 2011    | Kenya (1)                                             | 16 − 7                                                | Tunisie                                               | Pas de match de classement                            | Pas de match de classement                            | Pas de match de classement                            |
| 11e | 2012    | Zimbabwe (1)                                          | 22 − 18                                               | Ouganda                                               | Kenya                                                 | 31 − 24                                               | Tunisie                                               |
| 12e | 2013    | Kenya (2)                                             | 29 − 17                                               | Zimbabwe                                              | Madagascar                                            | 48 − 32                                               | Ouganda                                               |
| 13e | 2014    | Namibie (4)                                           | TTR                                                   | Zimbabwe                                              | Kenya                                                 | TTR                                                   | Madagascar                                            |
| 14e | 2015    | Namibie (5)                                           | TTR                                                   | Zimbabwe                                              | Kenya                                                 | TTR                                                   | Tunisie                                               |
| 15e | 2016    | Namibie (6)                                           | TTR                                                   | Kenya                                                 | Ouganda                                               | TTR                                                   | Zimbabwe                                              |
| 16e | 2017    | Namibie (7)                                           | TTR                                                   | Kenya                                                 | Ouganda                                               | TTR                                                   | Tunisie                                               |
| 17e | 2018    | Namibie (8)                                           | TTR                                                   | Kenya                                                 | Ouganda                                               | TTR                                                   | Tunisie                                               |
| −   | 2019    | annulée                                               | annulée                                               | annulée                                               | annulée                                               | annulée                                               | annulée                                               |
| −   | 2019-20 | annulée pour cause de pandémie de Covid-19 en Afrique | annulée pour cause de pandémie de Covid-19 en Afrique | annulée pour cause de pandémie de Covid-19 en Afrique | annulée pour cause de pandémie de Covid-19 en Afrique | annulée pour cause de pandémie de Covid-19 en Afrique | annulée pour cause de pandémie de Covid-19 en Afrique |
| 18e | 2021-22 | Namibie (9)                                           | 36 − 0                                                | Kenya                                                 | Algérie                                               | 20 − 12                                               | Zimbabwe                                              |
| 19e | 2024    | Zimbabwe (2)                                          | 29 − 3                                                | Algérie                                               | Namibie                                               | 38 − 27                                               | Kenya                                                 |
| 20e | 2025    | Zimbabwe (3)                                          | 30 − 28                                               | Namibie                                               | Algérie                                               | 15 − 5                                                | Kenya                                                 |

## Bilan
| Équipe         | Champion | Finaliste | Troisième | Quatrième |
| -------------- | -------- | --------- | --------- | --------- |
| Namibie        | 9        | 3         | 1         | 0         |
| Zimbabwe       | 3        | 3         | 0         | 2         |
| Afrique du Sud | 3        | 0         | 0         | 0         |
| Kenya          | 2        | 4         | 4         | 2         |
| Maroc          | 2        | 3         | 0         | 0         |
| Ouganda        | 1        | 1         | 3         | 1         |
| Tunisie        | 0        | 3         | 0         | 4         |
| Madagascar     | 0        | 2         | 1         | 1         |
| Algérie        | 0        | 1         | 2         | 0         |
| Côte d'Ivoire  | 0        | 0         | 0         | 1         |

## Trophée

Le trophée Rugby Africa Gold Cup.

La Rugby Africa Gold Cup est le trophée décerné au vainqueur de la compétition homonyme, un tournoi annuel impliquant les meilleures équipes nationales masculines africaines de rugby à XV (excluant suivant les éditions l'Afrique du Sud).
Une nouvelle version est créée et remise à partir de 2018.